# Bernhard Garlichs
Hermann Anton Bernhard Garlichs (* 11. Februar 1770 in Kniphausen; † 7. August 1818 in Jever) war Präsident des Arrondissementsrats von Jever und Bürgermeister der Stadt Jever. In der Literatur wird häufig mit den Begriffen „Advokat Garlichs“ oder „Amtmann Garlichs“ auf ihn Bezug genommen.

## Herkunft und Werdegang
Nach Vermutung eines Genealogen im Jahre 1935 könnte Bernhard Garlichs ein Nachkomme von Garlich Duren sein. Diese Angabe ist jedoch bis auf den heutigen Tage weder bewiesen noch urkundlich belegt.
Eltern des Hermann Garlichs waren der Advocat Anthon Bernhard Garlichs auf Burg Kniphausen bei Fedderwarden, später Amtmann und Assesor zu Jever, und dessen Ehefrau Rebecca Langreuter.
Nach dem Studium der Rechtswissenschaften war er als Rechtsanwalt in Jever tätig. Später wurde er zum Amtmann bestellt.  Als solcher gehörte er vor der napoleonischen Herrschaft zum „Canzlei-Rath“ der Bentinckschen Regentschaft über die Herrschaft In- und Kniphausen. Als Jever 1806 mit Teilen Frieslands an Frankreich fiel und das Departement Ems-Oriental eingerichtet wurde, wurde Garlichs Mitglied des Arrondissementsrats von Jever (etwa einem heutigen Landkreis entsprechend) und dann Präsident dieses Gremiums. 1814, nach Abzug der Franzosen, war er bis zu seinem frühen Tode Bürgermeister der Stadt Jever. Außerdem gehörte er der Jeverschen „Freimaurerloge zum silbernen Schlüssel“ an, üblicherweise Honoratioren und politischen Freigeistern vorbehalten.

## Schilderungen durch Dritte
Johann Heinrich Abken (1759–1844), später Kammerrat des Grafen zu Kniphausen und Erblasser mehrerer Vermächtnisse zu Gunsten benachbarter Kirchen, erhielt als junger Mann eine Stelle als Schreiber beim Advokaten und nachherigen Amtmann Garlichs. Garlichs habe auf strenge Zucht und Ordnung in seiner Schreibstube gehalten, ihm aber auch bald die Nutzung seiner Bibliothek gestattet und ihn schließlich zum Vormund seiner Kinder ernannt.
Nach Abken war auch der spätere Pädagoge Gerd Eilers (1788–1863) über Jahre hinweg bei Garlichs als Schreiber tätig. In seinen Lebenserinnerungen schildert Eilers einerseits, Garlichs habe ihn „mit vieler Freundlichkeit, ja liebevoll“ behandelt. Er habe ihn darin unterstützt, nebenher das Mariengymnasium Jever zu besuchen, und ihm dafür die nötige Zeit eingeräumt. Außerdem habe Garlichs ihn darin bestärkt, anschließend Rechtswissenschaften zu studieren, und zugesagt, ihm Arbeiten zu geben, die zu seiner Heranbildung zum Advocaten „förderlicher sein würden, als alle Professorenweisheit in Göttingen“, und seine Tätigkeit bei Garlichs habe ihm auch gefallen. Außerdem habe Garlichs ihn sogar nach seinem Weggang zu diesem Studium in Heidelberg weiter unterstützt. Andererseits aber kritisiert Eilers auch einige berufliche Verhaltensweisen seines Gönners. So habe Garlichs seine Einnahmen dadurch vermehrt, dass er von gemeinschaftlichen Klagen ab- und zu Einzelklagen zugeraten habe. Auch habe es zu seiner „Geldmacherei“ gehört, dass er falsche Schiffspapiere besorgt habe, so dass die Betreffenden Waren einführen konnten, die ansonsten wegen der napoleonischen Kontinentalsperre nicht hätten transportiert werden dürfen. Ein anderer Autor bestätigt das, erläutert allerdings, dass dies auf Betreiben des Grafen Wilhelm Gustav Friedrich Bentinck erfolgt sei, der so die Neutralität der Kniphausischen Flagge zum eigenen Vorteil missbraucht habe. Abken kritisierte auch, ein wohlhabender Bauer habe Garlichs aufgesucht, den man ihm als „Obersten der Freimaurer“ benannt habe, und den Wunsch, ihm einen Schutzvertrag mit dem Teufel aufzusetzen, habe Garlichs dem Bauern nicht ausgeredet, sondern sei diesem Wunsch – gegen Honorar – gefolgt. Auch diese Anekdote wird durch den anderen Autor zu Gunsten von Garlichs etwas anders dargestellt: Der habe durchaus versucht, dem Bauern diesen Wunsch auszureden, sei aber an dessen Habsucht gescheitert.
Jedenfalls ist dokumentiert, dass Garlichs sich auch für die Rechte seinerzeit Benachteiligter eingesetzt hat. So vertrat er hartnäckig über zwei Instanzen eine Tochter, die von ihrem Vater verklagt worden war, ihren Verlobten wieder zu verlassen und in den Haushalt ihres Vaters und unter dessen Vormundschaft zurückzukehren.

## Nachwelt
Garlichs hinterließ eine Bibliothek, die wegen ihres Umfangs und ihrer Güte Eingang in mehrere zeitgenössische Berichte fand. Sie ging nach seinem Tod teilweise in das Eigentum der Stadt Jever über. Andere Teile der Bibliothek wurden durch Christian Friedrich Strackerjan (1777–1848), damals in Vertretung von Ludwig Wilhelm Christian von Halem (1758–1839) kommissarischer Leiter der Großherzoglichen Öffentlichen Bibliothek in Oldenburg und Vater des Ludwig Strackerjan, in deren Bestand übernommen.